# Sint-Jozefskerk (Liezele)

Sint-Jozefskerk

De Sint-Jozefskerk is de parochiekerk van de tot de Antwerpse gemeente Puurs-Sint-Amands behorende plaats Liezele, gelegen aan Liezele-Dorp 43.

## Geschiedenis
In 1138-1139 was er voor het eerst sprake van een zelfstandige parochie waarvan het patronaatsrecht werd toegewezen aan de Abdij van Affligem. Uiteindelijk ontstond een gotisch bouwwerk waarvan de 15e-eeuwse toren aanvankelijk bleef bewaard. De kerk zelf onderging verbouwingen in de 18e eeuw en werd in 1887 nog vergroot naar ontwerp van Alphonse Struyven. De kerk was aanvankelijk gewijd aan Onze-Lieve-Vrouw Hemelvaart.
In 1914 echter werd het gehele dorp door het Belgische leger met de grond gelijkgemaakt. Naar ontwerp van Fernand de Montigny en Louis Somers werd in 1923-1925 een nieuwe kerk gebouwd.
In 1983 werd de kerk gewijd aan Sint-Jozef, teneinde -na de gemeentelijke fusie- verwarring met de Onze-Lieve-Vrouw-ten-Traankerk te Kalfort te voorkomen.

## Gebouw
Het betreft een georiënteerde neogotische bakstenen kruisbasiliek met aan de zuidzijde naastgebouwde toren welke vier geledingen telt. Het koor is driezijdig afgesloten.
Het kerkmeubilair is voornamelijk neogotisch.